# Le Secret de madame Clapain
Pour plus de détails, voir Fiche technique et Distribution.
Le Secret de madame Clapain est un film français d'André Berthomieu sorti en 1943.

## Synopsis
À la suite du décès mystérieux de Mme Clapain chez les sœurs Cadifon, un inspecteur mène son enquête pour éclaircir les circonstances de sa mort.

## Fiche technique
- Titre français : Le Secret de Mme Clapain
- Réalisation : André Berthomieu
- Scénario : Françoise Giroud et Marc-Gilbert Sauvajon d'après le roman Madame Clapain d'Édouard Estaunié (publié en 1932, éditions Perrin)
- Photographie : Jean Bachelet et Christian Matras
- Musique : Maurice Thiriet et Marceau Van Hoorebecke
- Société de production : Productions Jason
- Pays d'origine :  France

- Langue : français
- Format : Noir et blanc - 35 mm - 1,37:1 - Mono
- Genre : Policier
- Durée : 95 minutes
- Date de sortie :
  - France : 11 août 1943

## Distribution
- Raymond Rouleau : François Berthier
- Line Noro : Madame Clapain
- Michèle Alfa : Thérèse Cadifon
- Cécile Didier : Mathilde Cadifon
- Fernand Charpin : Le docteur Joude
- Pierre Larquey : Hurteaux
- Germaine Stainval : Aurélie
- Colette Régis : Une dame
- Alexandre Rignault : Le garde-chasse
- Louis Seigner : Ancelin
- Paul Faivre : Miron
- Gaston Mauger : Le juge